# Spoorlijn Poznań - Szczecin
Spoorlijn 351 verbindt de Poolse stations Szczecin Główny in Szczecin en Poznań Główny in Poznań.
De lijn is in het toenmalige Koninkrijk Pruisen aangelegd door de Stargard-Posener Eisenbahn. Het eerste deel tussen Stettin (Szczecin) en Altdamm (Szczecin Dąbie) werd geopend in 1846. In 1848 was de gehele lijn tot Posen (Poznań) gereed. Na 1918 werd Poznań deel van de nieuwe staat Polen en lag de grens tussen Polen en Duitsland net ten noorden van Kreuz (Ostbahn) (Krzyż Wielkopolski). Sinds 1945 ligt de gehele lijn in Polen.
Aan het einde van de Tweede Wereldoorlog, in 1945 is de spoorweginfrastructuur in Stettin, waaronder de bruggen tussen Stettin en Altdamm, zwaar beschadigd. Het oude tracé is niet hersteld, maar vervangen door de in de jaren dertig zuidelijker aangelegde ringlijn.